# 2012年哥斯達黎加地震
2012年哥斯達黎加地震發生在當地時間9月5日上午8時42分（协调世界时下午2時42分）。這場矩震級7.6級地震的震央位於尼科亚半岛，即尼科亞東南偏東約11公里處。在地震後不久當局發布海嘯警報，但後來取消。據了解已有兩人死亡，其中一人死於心臟病，另一人是一名建築工人，被倒塌的牆壁壓死。這是哥斯達黎加歷史上第二強烈的地震，僅次於1991年利蒙地震。

## 地質背景
哥斯達黎加位於聚合性板塊邊緣之上，科科斯板块正以每年9厘米的速度隱沒到加勒比板块之下。在尼科亞半島附近，科科斯板塊正沿著中美洲海溝隱沒，而尼科亞半島是環太平洋地區少數幾個直接位於隱沒大型逆衝斷層地震發生帶上方的陸地之一。這次地震被認為是由於板塊界面上的逆斷層而發生。地震最大滑移約2.5米。1950年的地震與這次地震的板塊邊界部分基本相同。
該區在1950年曾發生過7.7級地震，但在最近的地震之前就一直很平靜，板塊邊界的這一段被稱為尼科亞半島地震空区。在此期間，截至2010年，該空區估計有5米的位移缺失。研究確定尼科亞半島地震復發間隔約為50年。哥斯達黎加火山和地震觀測站表示，這次地震釋放之前8年積累的能量的40%，不排除發生同等或更大震級地震的可能性。

## 震害情况
哥斯達黎加全境以及尼加拉瓜、薩爾瓦多和巴拿馬均有震感。位於震央附近的諾薩拉區，最大烈度達到修訂麥加利地震烈度中的X度。聖克魯斯區的地震烈度為修訂麥加利地震烈度中的VIII度，而聖荷西的地震烈度為修訂麥加利地震烈度中的V度。阿拉胡埃拉省弗賴哈內斯（Fraijanes）錄得的加速度大於瓜納卡斯特省尼科亞所錄得的加速度。地震後不久當局向太平洋沿岸鄰國發出了海嘯警報，但後來取消。

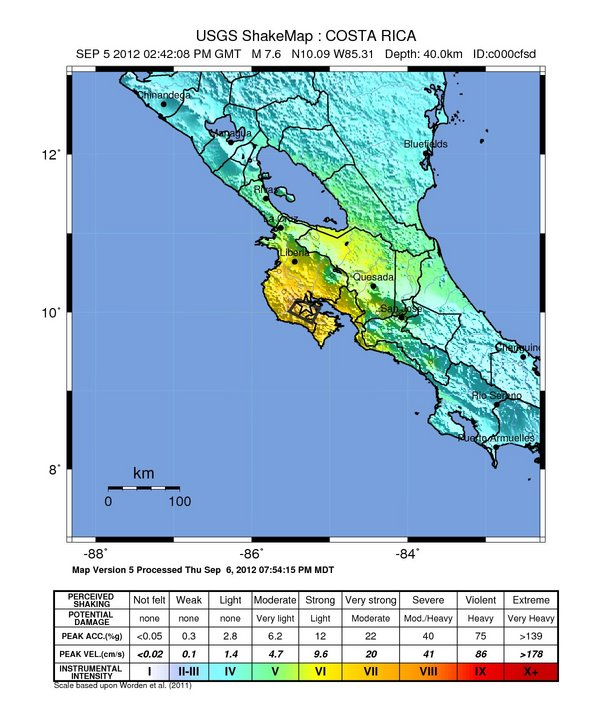
美國地質調查局有關本次地震的烈度圖

### 火山活动
在鄰國尼加拉瓜，尼加拉瓜領土研究所開始監測該國的七座活火山，預計它們可能會被強烈地震激活。該國最高的火山聖克里斯托瓦爾火山（海拔1,745米）於9月8日噴發，火山灰噴發至5,000米的高度，迫使該區五個社區的3,000人疏散。

### 毁损情况
據報瓜納卡斯特省的奧漢查縣、尼科亞縣、南達尤雷縣和聖克魯斯縣的房屋被毀。據報聖荷西的建築物遭到破壞，包括窗戶被震碎、牆壁出現裂縫以及建築物材料脫落。在聖荷西市中心，許多人停止工作，聚集在街道上並等待建築物的安全檢查。總共至少有169間房屋受損。保護菲拉德尔菲亚免受滕皮斯克河影響的堤壩出現裂縫。位於蓬塔雷納斯的薩納布里亞主教（Monseñor Sanabria）醫院遭受破壞，醫院內一部分需要關閉。
災區學校停課一天，學生被迫疏散。蓬塔雷納斯省和瓜納卡斯特省有55,000人失去自來水供應。菲拉德爾菲亞的一個水箱倒塌。據報首都聖荷西及其周邊地區、尼科亞半島和奇拉岛的部分地區停電。震央附近部分地區的GSM和3G服務中斷。

## 观测研究

### 餘震
據哥斯達黎加火山和地震觀測站稱，在接下來的五天內發生約1,650次餘震，其中包括協調世界時9月8日晚上8時29分（當地時間下午2時29分）在薩馬拉海灘（Playa Sámara）東南約13公里處發生的一場5.4級餘震，美國地質調查局錄得的震級為5.7級，但並無進一步的破壞或人員傷亡報告。
自本次地震以來最強烈的餘震，持續至少30秒，震級為6.6級，於協調世界時2012年10月24日凌晨0時45分（當地時間10月23日晚上6時45分）發生在尼科亞半島奧漢查縣附近。在聖荷西，人們出於恐懼而湧上街頭。馬塔帕洛（Matapalo）的居民報稱餘震伴隨著雷鳴般的聲音。

## 救災與重建
地震發生後，公共教育部宣布，該國將有56所學校需要拆除和重建，初步費用為30億科朗（600萬美元）。然而，最終的費用會更高，因為雖然許多其他學校遭受的破壞較小，但它們也需要修復。哥斯達黎加紅十字會部署一個包括大約205名成員和66輛車輛的應急小組。據哥斯達黎加政府初步估計，此次地震造成損失約223.6億科朗（4480萬美元）。面對損失，哥斯達黎加總統劳拉·钦奇利亚表示需要向世界银行貸款。

## 外部連結
- The International Seismological Centre has a bibliography and/or authoritative data for this event.